# Lomonosov (cratera marciana)
Lomonosov é uma cratera de porte médio em Marte, com um diâmetro de quase 150 km. Sua localização é as planícies setentrionais a norte do equador do planeta. Devido ao seu tamanho e à sua localização próxima (65.9° norte) à delimitação entre o quadrângulo de Mare Acidalium e o quadrângulo de Mare Boreum, a cratera pode ser encontrada em ambos os mapas. A topografia é suave e jovem nessa área, fazendo com que Lomonosov seja facilmente identificada nos grandes mapas de Marte.
A cratera recebeu esse nome em 1973 em honra a Mikhail V. Lomonosov.